# استمع! الألبوم الرسمي لبطولة كأس العالم 2010
استمع! هو الألبوم الرسمي لبطولة كأس العالم لكرة القدم 2010 في جنوب أفريقيا ويحتوي على عدة أغنيات لعدة فنانين جنوب أفريقيين وعالميين . تم إصدار الألبوم في 31 مايو 2010.